# Boana guarinimirim
Boana guarinimirim — вид жаб з родини райкових (Hylidae). Описаний у 2022 році. Виокремлений з Boana polytaenia на основі молекулярних та морфологічних даних.

## Поширення
Ендемік Бразилії. Поширений у горах Серра-да-Мантикейра і Серра-ду-Еспіньясу на південному сході країни. Мешкає в атлантичних лісах.

## Опис
Відрізняється від близьких видів наявністю надклоакального гребеня, п'ясткового відростка та помітних дисків на пальцях ніг.